# Chilostomelloides
Allomorphinella es un género de foraminífero bentónico de la subfamilia Chilostomellinae, de la familia Chilostomellidae, de la superfamilia Chilostomelloidea, del suborden Rotaliina y del orden Rotaliida. Su especie tipo es Lagena (Obliquina) oviformis. Su rango cronoestratigráfico abarca desde el Paleoceno hasta el Mioceno.

## Clasificación
Allomorphinella incluye a las siguientes especies:
- Chilostomelloides affinis †
- Chilostomelloides barisiensis †
  - Chilostomelloides barisiensis †
  - Chilostomelloides blanchardi var. paradaschensis †
- Chilostomelloides cucurbitinus †
- Chilostomelloides ellipticus †
- Chilostomelloides fistulatus †
- Chilostomelloides formicus †
- Chilostomelloides macrostoma †
- Chilostomelloides malocaucasensis †
- Chilostomelloides maragaensis †
- Chilostomelloides nucleus †
- Chilostomelloides ovicula †
- Chilostomelloides oviformis †
- Chilostomelloides pamllelus †
- Chilostomelloides pentacamerus †
- Chilostomelloides plummerae †
- Chilostomelloides pseudobarisiensis †
  - Chilostomelloides pseudobarisiensis var. irregularis †
- Chilostomelloides tubulosa †
- Chilostomelloides umbilicatus †
  - Chilostomelloides umbilicatus var. plana †
- Chilostomelloides yokichii †